# Alex Kidd
Alex Kidd (アレックスキッド?, Arekkusu Kiddo) è un personaggio immaginario, protagonista di alcuni videogiochi per Sega Master System e Sega Mega Drive prodotti da SEGA dal 1986 al 1990. È considerato la mascotte non ufficiale della compagnia giapponese prima dell'avvento di Sonic the Hedgehog.
Alex Kidd è rappresentato come un ragazzo con grandi orecchie, lunghe basette e una salopette di colore rosso. Ricorda vagamente una scimmietta. Sulle copertine delle edizioni occidentali tuttavia veniva rappresentato come un bambino ordinario.

## Storia
Il creatore di Alex Kidd è considerato Kotaro Hayashida, sviluppatore poco accessibile al pubblico, anche noto con lo pesudonimo Ossale Kohta. In un'intervista Hayashida raccontò che la Sega stava cercando, per la propria divisione giochi per console domestiche recentemente costituita, un gioco che potesse rivaleggiare con l'enorme successo di Super Mario Bros.
Il primo videogioco che lo vede come personaggio giocante è Alex Kidd in Miracle World, pubblicato nel 1986 per Sega Master System, il cui gameplay è basato sulla morra cinese. Originariamente distribuito come cartuccia, il videogioco fu incluso nelle console Sega distribuite nel mercato europeo e statunitense.
A differenza di altri imitatori di Mario, si differenziò molto nelle meccaniche di gioco, ad esempio anziché saltare e colpire in su come Mario, Alex colpisce in avanti.
Come avvenne nella serie di Mario, Alex fu introdotto anche in videogiochi di vario genere che c'entrano poco con il personaggio, come il gioco di corse Alex Kidd BMX Trial e l'avventura Alex Kidd in High-Tech World, che in realtà era stata inizialmente concepita come adattamento di un manga non correlato.
Il vero seguito del gioco originale fu il successivo Alex Kidd in the Enchanted Castle (1989), uno dei primi titoli per la nuova console Mega Drive. Tuttavia fu un insuccesso dal quale la carriera del personaggio non si riprese più. La serie classica di giochi di Alex Kidd terminò nel 1990, mentre la mascotte definitiva della Sega, e la vera "risposta" a Mario, diventò Sonic.
Ci sono state da allora apparizioni ufficiali di Alex come personaggio non protagonista, ma la Sega non gli ha più dedicato nuovi titoli. All'epoca della PlayStation 2 circolarono voci di un ritorno del personaggio sulla console, come è avvenuto per molti altri classici della Sega, ma furono ufficialmente smentite.
Un primo ritorno ufficiale da protagonista si è avuto molto tempo dopo con il remake Alex Kidd in Miracle World DX (2021), non prodotto però dalla Sega.

## Videogiochi
La serie Alex Kidd presenta trame diverse e modalità di gioco che variano da titolo a titolo. Le opere che lo vedono protagonista sono:
- Alex Kidd in Miracle World (1986, Sega Master System)
- Alex Kidd: The Lost Stars (1986, arcade, Sega Master System)
- Alex Kidd BMX Trial (1987, Sega Master System)
- Alex Kidd in High-Tech World (1989, Sega Master System)
- Alex Kidd in the Enchanted Castle (1989, Sega Mega Drive)
- Alex Kidd in Shinobi World (1990, Sega Master System), presenta elementi da Shinobi, altra serie di successo della Sega
- Alex Kidd in Miracle World DX (2021, PS4, PS5, Switch, Xbox Series, PC), remake[5]

Altri titoli dove Alex è un personaggio giocabile:
- Sega Superstars Tennis (2008, PlayStation 2, PlayStation 3, Wii, Nintendo DS, Xbox 360)
- Sonic & SEGA All-Stars Racing (2010, PC, Xbox 360, PlayStation 3, Wii, Nintendo DS)
- Sonic & All-Stars Racing Transformed (2012, PC, Xbox 360, PlayStation 3, PlayStation Vita, Wii U, Nintendo 3DS)

In seguito alla pubblicazione di Sonic the Hedgehog nel 1991, con protagonista Sonic, non vennero più prodotti ulteriori titoli con protagonista Alex Kidd, sebbene appaia in diversi cameo in altri videogiochi, come in Segagaga per Sega Dreamcast, in cui lavora presso un negozio di videogiochi Sega.
Ci sono state inoltre apparizioni in produzioni amatoriali come Alex Kidd 2: Curse in Miracle World e Sega Master System Brawl.